# ديني ألار
ديني ألار (بالألمانية: Deni Alar)‏ هو لاعب كرة قدم نمساوي في مركز الهجوم، ولد في 18 يناير 1990 في سلافونسكي برود في كرواتيا. شارك مع منتخب النمسا تحت 21 سنة لكرة القدم. أما مع النوادي، فقد لعب مع رابيد فيينا وليفسكي صوفيا.

## وصلات خارجية
- ديني ألار على موقع الاتحاد الأوربي (الإنجليزية)
- ديني ألار على موقع قاعدة بيانات كرة القدم.إي يو (الإنجليزية)
- ديني ألار على موقع ناشيونال فوتبول تيمز (الإنجليزية)
- ديني ألار على موقع Soccerway.com (الإنجليزية)
- ديني ألار على موقع عالم كرة القدم.نت (الإنجليزية)
- ديني ألار على موقع AS.com (الإسبانية)